# Mathías Abero
Mathías Nicolás Abero Villan (Montevideo, Uruguay, 9 de abril de 1990) es un futbolista uruguayo, juega de lateral izquierdo (o volante) en el Club Atlético Cerro de la Primera División de Uruguay.

## Trayectoria
Se inició en Nacional desde pequeño (1995) donde recorrió todas las inferiores logrando dos campeonatos locales y dos Punta Cup. Inicialmente jugaba de delantero centro, pero estando en séptima división los preparadores le vieron aptitudes físicas para desempeñarse como lateral izquierdo.
Oficialmente debutó con el Club Nacional de Football en el último partido del Clausura 2009 frente a Central Español.
A pesar de vestir la camiseta blanca fue cedido al Racing Club de Montevideo en busca de minutos en cancha, donde estuvo dos temporadas jugando 31 partidos y marcando 1 gol.
Volvió a su club de origen para en la temporada 2011 ocupando la banda izquierda tricolor, que tantas falencias tuvo durante los años anteriores, cubriéndola de buena manera hasta el momento, convirtiendo 1 gol en 5 partidos. El técnico Marcelo Gallardo, apreciando su polifuncionalidad, lo hizo jugar preferentemente como volante por izquierda en el Apertura 2011, donde tuvo un buen desempeño, convirtiendo 3 goles.
Es un jugador que destaca por su proyección y por su buen toque de balón, también por la poca cantidad de faltas que comete y por ser buen cabeceador.

### Atlético de Rafaela
Vino a este club a principios de 2016 donde terminó su vínculo con el club a mediados de 2017, donde jugó 37 y convirtió 5 goles. Entre sus más recordados momentos en la institución fue el descenso con el club en el Primera División 2016-17.

### Tigre
Llegó al club el 6 de julio de 2017.

## Clubes
| Club                 | País      | Año           | Partidos | Goles | Asistencias |
| -------------------- | --------- | ------------- | -------- | ----- | ----------- |
| Nacional             | Uruguay   | 2009 - 2010   | 4        | 0     | 0           |
| Racing Club (cedido) | Uruguay   | 2010 - 2011   | 32       | 1     | 1           |
| Nacional             | Uruguay   | 2011 - 2012   | 24       | 4     | 2           |
| Bologna              | Italia    | 2012 - 2013   | 13       | 0     | 1           |
| Avellino (cedido)    | Italia    | 2013 - 2014   | 2        | 0     | 0           |
| Bologna              | Italia    | 2014 - 2015   | 11       | 1     | 0           |
| Nacional             | Uruguay   | 2015          | 11       | 1     | 1           |
| Atlético Rafaela     | Argentina | 2016 - 2017   | 35       | 2     | 1           |
| Tigre                | Argentina | 2017 - 2018   | 11       | 0     | 0           |
| Atlético Tucumán     | Argentina | 2018 - 2019   | 27       | 1     | 0           |
| Patronato            | Argentina | 2019-2020     | 15       | 0     | 4           |
| Rentistas            | Uruguay   | 2020-presente | 0        | 0     | 0           |

## Palmarés

### Campeonatos nacionales
| Título              | Club      | Sede       | Año     |
| ------------------- | --------- | ---------- | ------- |
| Campeonato Uruguayo | Nacional  | Montevideo | 2008/09 |
| Torneo Apertura     | Nacional  | Montevideo | 2009    |
| Torneo Apertura     | Nacional  | Montevideo | 2011    |
| Campeonato Uruguayo | Nacional  | Montevideo | 2011/12 |
| Torneo Apertura     | Rentistas | Montevideo | 2020    |

### Otros logros
| Ascenso | Club    | Sede    | Año     |
| ------- | ------- | ------- | ------- |
| Serie B | Bologna | Bolonia | 2014/15 |